# Purges suivant la tentative de coup d'État de 2016 en Turquie
Les purges suivant la tentative de coup d'État de 2016 en Turquie sont un ensemble d'épurations politiques menées par le président turc Recep Tayyip Erdoğan à la suite de la tentative de coup d'État de 2016 en Turquie. Une fois le coup d’État écrasé le 16 juillet 2016 et le « Conseil de la paix dans le pays » dissout, les putschistes capturés vivants ont été rapidement traduits en justice. Cependant, les mesures de répression s'étendent très vite aux membres du Mouvement Gülen, accusés d'être derrière le putsch. Puis à tous ceux qui sont soupçonnés d'être gulénistes ou en contact avec des gulénistes, à tout ce qui est lié à l'indépendantisme kurde y compris son versant politique pacifique, à de nombreux kémalistes, aux médias et associations d'opposition, et de manière générale à n'importe quel fonctionnaire ou membre notable de la société civile soupçonné d'être un opposant au président Erdoğan. Ces dérives autoritaires suscitent des inquiétudes sur l'avenir de la démocratie en Turquie.
Au 19 août 2016, 25 917 personnes ont été placées en garde à vue dans le cadre de l'enquête sur la tentative de coup d'État. Par ailleurs, 13 419 personnes ont été mises en détention préventive, et les passeports de 74 562 personnes ont été confisqués. De plus, près de 5 000 fonctionnaires de l'État turc ont été licenciés de leurs fonctions et 80 000 suspendus,,,. Le gouvernement a fermé 4 262 fondations, hôpitaux, institutions éducatives, associations, médias, syndicats et entreprises. Fin octobre, 10 131 fonctionnaires supplémentaires sont limogés. Au total à la fin octobre, environ 85 000 fonctionnaires ont été démis de leur fonction et 35 000 personnes mises en prison en rapport avec le coup d'État. En novembre 2016, une nouvelle série de limogeages est lancée avec près de 15 000 renvois, dont 7 600 renvois dans la sécurité intérieure, 2 700 renvois au ministère de l'Intérieur et environ 1 200 enseignants. De plus, environ 550 associations, plusieurs médias et 19 institutions médicales sont contraintes de fermer. Cette nouvelle série ferait monter le nombre total de renvois à près de 110 000 personnes. Ainsi, entre le 15 juillet et le 18 novembre 2016, plus de 110 000 militaires, fonctionnaires, magistrats, enseignants et policiers ont été révoqués et 36 000 personnes incarcérées attendent d'être jugées pour leur implication présumée dans la tentative de coup d’État.
En avril 2017, de nouvelles purges sont effectuées avec la suspension de 9 000 policiers, d'un millier de fonctionnaires de la justice, un millier de militaires et 500 universitaires. Enfin, le régime demande l'arrestation de 1 000 personnes. Quelques jours après, 5 000 fonctionnaires de la télévision sont licenciés, et les émissions de TV basées sur les rencontres amoureuses sont censurées ; l'accès à toutes les versions linguistiques de Wikipédia est bloqué sur la base de la loi no 5651.
Au 12 juillet 2017, plus de 150 000 personnes ont été limogées ou suspendues de leur fonction dans l’armée, l’administration et le secteur privé et plus de 50 000 ont été arrêtées. À cette date, le président Recep Tayyip Erdoğan excluait de lever l'état d'urgence. Au 23 juillet 2017, 70 % de la presse écrite appartenait à des hommes d'affaires liés au président ou à son parti l'AKP. Au 18 avril 2018, 55 000 personnes avaient été emprisonnées.
Le 17 avril 2018, l'état d'urgence est prolongé de trois mois pour la septième fois depuis le coup d'État raté. Il prend finalement fin le 19 juillet 2018.

## Armée
À la suite de la tentative de putsch, plusieurs arrestations ont lieu,,. 20 militaires ayant pris le contrôle du siège de la télévision officielle TRT à Ankara ont été arrêtés. Le commandant des garde-côtes est limogé par le ministre turc de l'Intérieur, Efkan Ala. Une importante arrestation a lieu au siège du commandement de la gendarmerie qui aurait été le QG des putschistes. Les forces de sécurité turques ont arrêté et placé en garde à vue 8 831 militaires dont 178 généraux et amiraux,,, Ali Yazıcı, l'aide de camp d'Erdoğan, a été arrêté, puis limogé. Par ailleurs, l'attaché militaire de l'ambassade de Turquie au Koweït a été arrêté en Arabie saoudite et est en cours d'extradition, alors qu'il tentait de se rendre en Allemagne. La Turquie demande l'extradition des huit soldats putschistes qui avaient atterri à l'aéroport d'Alexandroúpoli, après avoir fui vendredi vers la Grèce à bord d'un hélicoptère. Le gouvernement grec dit examiner leur demande d'asile, en tenant compte de ce qu'ils ont fait, et que l'hélicoptère serait rendu aux autorités turques. En parallèle, le gouvernement grec les poursuit pour leur entrée illégale sur son sol. Ils sont finalement condamnés à deux mois de prison avec sursis, alors qu'ils en risquaient cinq ans ferme. Le ministère de la Défense ouvre une enquête sur tous les juges et procureurs militaires. Au total, 262 juges et procureurs militaires sont démis de leurs fonctions,. Au total, au 21 juillet, 0,8 % des militaires ont été arrêtés, dont 27,5 % de généraux et amiraux. Quelques jours après la tentative de coup d’État, les autorités suspendent 100 membres des services de renseignement. Au total, 1,3 % des membres des renseignements ont été limogés.
Le 22 juillet 2016, des mandats d'arrêt sont émis à l'encontre de 300 membres de la garde présidentielle. Le gouvernement annonce la dissolution de la garde présidentielle. De plus, il a été décidé que la Gendarmerie et les garde-côtes ne dépendent plus du ministère de la Défense mais de celui de l'Intérieur. Le 25 juillet 2016, la police turque indique avoir procédé à de nouvelles arrestations dans une école militaire d'Istanbul, où 40 personnes ont été arrêtées. Le jour-même, 3 soldats ayant attaqué la résidence d'Erdogan à Marmaris sont arrêtés, tandis que 4 autres sont encore recherchés. Le 1er août, 11 autres soldats impliqués dans l'attaque, sur un total de 38, sont arrêtés, après avoir été traqués par les autorités et qu'un autre est encore recherché.
Le 26 juillet, deux généraux opérant en Afghanistan sont arrêtés à Dubaï.

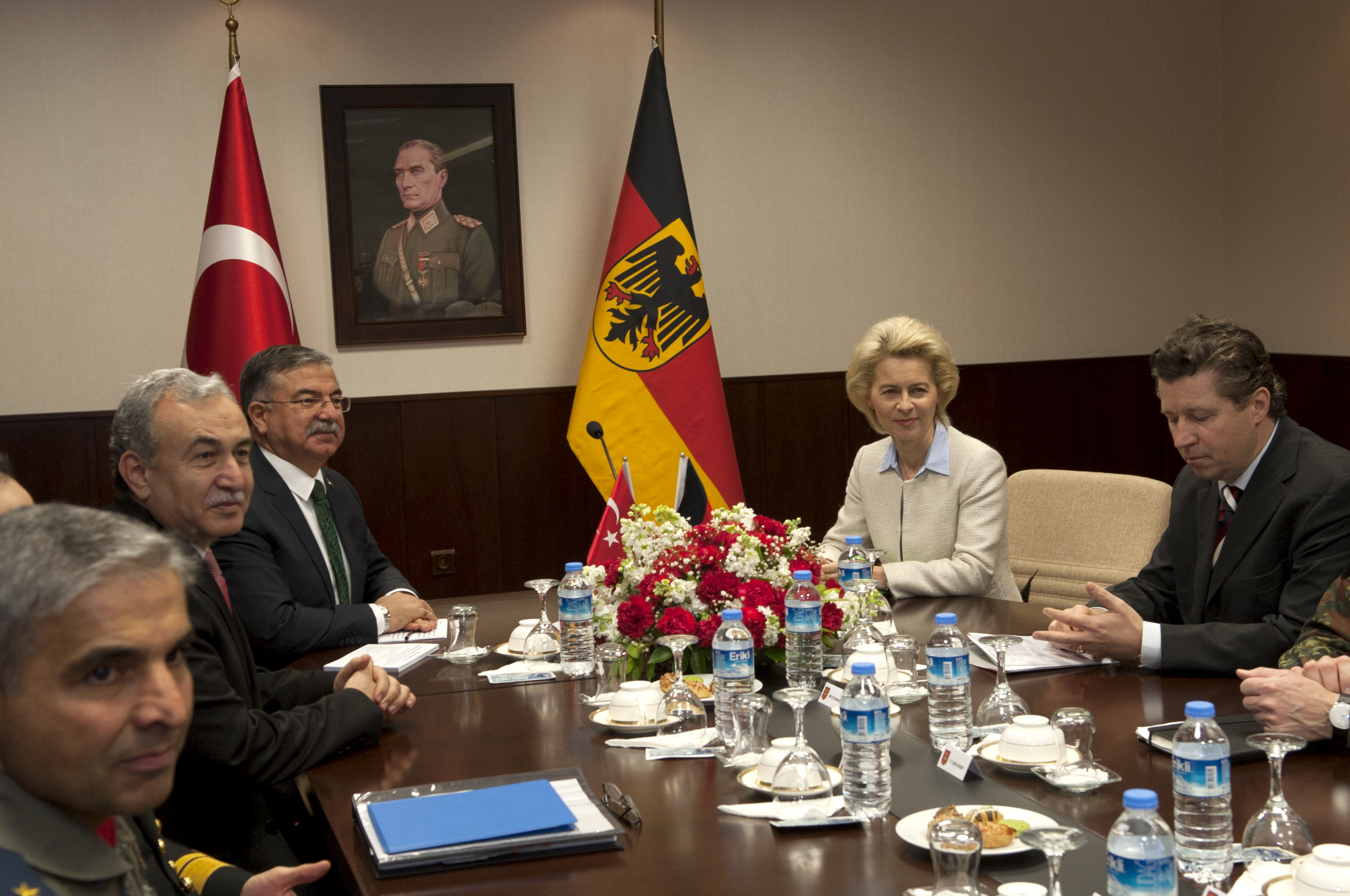
Le Général Bekir Ercan Van (à gauche), commandant de la base aérienne d'İncirlik, a été accusé de complicité dans le coup d'état.

Le 27 juillet, les autorités turques annoncent le limogeage de 149 généraux et amiraux, sur un total de 358 au sein de l'armée turque, de 1 099 officiers et de 436 sous-officiers pour cause d'indignité. Parmi les 149 généraux et amiraux, il y a 87 hauts gradés de l'armée de terre, 30 de l'armée de l'air et 32 de la marine. À cela, il faut ajouter le limogeage du commandant des garde-côtes et de 7 généraux de la gendarmerie ce qui fait un total de 44 % de généraux et amiraux limogés, soit 157 sur 358. Le lendemain, deux importants généraux démissionnent. Il s'agit du général İhsan Uyar, chef de l'armée de terre et du général Kamil Başoğlu, chef des entraînements et de la doctrine de commandement. Le gouvernement turc annonce la fermeture des casernes et bases militaires qui ont servi à la tentative de coup d'État, dont la base aérienne d'İncirlik.
Le 31 juillet, 1 400 autres militaires sont arrêtés. Par ailleurs, le gouvernement turc décide de remplacer les différentes écoles militaires par une université militaire.
Les hôpitaux militaires sont mis sous tutelle du ministère de la Santé. Le 2 août, des mandats d'arrêt sont lancés contre près de cent membres du personnel de l'hôpital militaire d'Ankara, Gulhane Military Medical Academy, dont des médecins.
Un décret autorise le chef de l'État à nommer à la tête des forces armées n'importe quel général ou amiral, alors que le choix était jusqu'alors limité au chef d'état-major d'un des trois corps d'armée. De plus, en raison du manque de pilotes dû à la purge, le décret permet aux anciens pilotes de l'armée de l'air de reprendre du service.
Le 8 août 2016, 216 militaires et gendarmes dont 9 généraux sont toujours recherchés pour leur rôle dans la tentative de putsch. Par ailleurs, un amiral en poste sur un site de l'OTAN aux États-Unis demande l'asile à ce pays après avoir été rappelé en Turquie par le gouvernement turc. Deux colonels, attachés militaires de l'ambassade de Turquie en Grèce ont fui la Grèce vers l'Italie avec leurs familles après avoir été rappelé en Turquie. Le 17 août, le gouvernement publie un décret révoquant plusieurs centaines de militaires.
Le 19 août, le gouvernement turc recherche 137 militaires, dont 9 généraux et amiraux.
Le 1er septembre, un décret publié par le gouvernement révoque 820 militaires supplémentaires. Au total, au 1er septembre, 4451 militaires ont été relevés de leurs fonctions depuis le putsch manqué.
Le 27 septembre 2016, 87 membres des services de renseignements sont limogés. Le 5 octobre, 540 militaires dont 368 officiers sont suspendus par le gouvernement turc à cause de leurs liens supposés avec le prédicateur Fethullah Gülen. Le 30 octobre, 101 militaires sont démis de leurs fonctions. Fin octobre, le procureur général de Konya émet un mandat d'arrêt contre 73 pilotes de l'armée - 71 lieutenants et deux colonels - dans le cadre d'une enquête pour appartenance güleniste.
Le 22 novembre 2016, près de 7 600 membres des forces de la sécurité intérieure sont limogés.
Les officiers et militaire turcs travaillant dans les structures l'OTAN ne sont pas épargnés non plus. À la date du 18 novembre 2016, plusieurs officiers turcs de l'OTAN étaient portés disparus. Au 22 novembre, environ 70 membres de la centaine d'officiers et sous-officiers turcs du quartier général de l'OTAN à Bruxelles avaient été victimes des purges, selon le général tchèque Petr Pavel ; et 36 des 46 officiers turcs présents à la base de Norfolk avaient été obligés de démissionner. Une partie d'entre-eux ont été emprisonnés dès leur retour en Turquie. De plus, des officiers turcs de l'OTAN et leurs familles - particulièrement ceux qui travaillaient à la Ramstein Air Base à Ramstein-Miesenbach en Allemagne - ont demandé le droit d'asile aux États-Unis, à l'Allemagne, à la Belgique et à la Grèce.
Le 12 juillet 2017, 14 autres militaires sont interpellés. À cette date, 7 655 membres de l’armée, dont 150 généraux et amiraux et 4 287 officiers, ont été renvoyés depuis le coup d’État manqué. À la suite de ces interpellations, le Premier ministre Binali Yıldırım déclare que les purges dans l'Armée approchent vraisemblablement de leur fin. Mais malgré cette déclaration, le 14 juillet, 7653 policiers, soldats et fonctionnaires sont limogés, et 342 militaires à la retraite sont dégradés. Et le 15 juillet, anniversaire de la tentative de coup d'État, le président Erdogan promet d'«arracher la tête des traîtres» et de rétablir la peine de mort pour les putschistes
Le 29 novembre 2017, des mandats d'arrêts sont émis contre 333 militaires supplémentaires, dont 27 sont accusés d'être des « imams secrets » gulénistes infiltrés dans l'Armée. Le 30 novembre, 50 militaires sont arrêtés, principalement des pilotes de l'air.
Le 24 décembre 2017, 2 756 fonctionnaires supplémentaires sont limogés, parmi lesquels plusieurs du ministère de la Défense et 637 militaires.
Le 21 mai 2018, cent quatre anciens militaires, dont deux ex-généraux et trois ex-amiraux selon les médias turcs, accusés d'avoir participé au coup d'État manqué et d'avoir essayé de tuer le président turc ont été condamnés à la prison à vie « aggravée », c'est-à-dire sans possibilité de libération, par un tribunal d'Izmir. Près de sept mille cinq cents militaires ont été incarcérés depuis le début des purges.
Le 8 juillet 2018, un décret-loi lance une nouvelle vague de purge de 18 632 fonctionnaires, parmi lesquels 6 000 membres des forces armées.
Le 20 juin 2019, 151 militaires dont Akın Öztürk, sont condamnés à la prison à perpétuité.

## Enseignement
C'est le monde de l'enseignement qui est le plus touché par la purge avec la suspension de 21 738, fonctionnaires du ministère de l'Éducation et avec l'appel du Conseil de l'enseignement supérieur à la démission de 1 577 recteurs et doyens des universités. Au total, 1,5 % des fonctionnaires du ministère de l'Éducation ont été suspendus. Le ministère de l'Éducation annonce par ailleurs la fermeture de nombreux établissements scolaires dont 1 043 écoles privées et 19 universités,,,, le mouvement Gülen disposant de nombreuses écoles privées en Turquie qui forment notamment des élites de la société turque. De plus, les autorités turques décident d'annuler l'autorisation de travail de 21 000 professeurs travaillant dans le privé. Quatre professeurs de l'université d'Ankara, 20 membres académiques et 11 membres du personnel administratif de l'université Bülent Ecevit ont été suspendus. Lors d'un coup de filet dans des milieux supposés gulenistes d'Istanbul, 31 universitaires sont arrêtés et placés en garde à vue. Par ailleurs, le gouvernement turc demande au Cambodge de fermer le réseau d'établissements Zaman, qui serait selon lui lié à Gülen. Le gouvernement turc interdit aux universitaires de voyager à l'étranger et ordonne à ceux qui y sont déjà de revenir dans le pays. Le nombre de fonctionnaires de l'Éducation nationale licenciés dépasse les 28 000. Au 28 juillet, 42 767 personnes dans le secteur de l'enseignement ont perdu leur travail. En raison d'un manque d'effectif causé par la purge, l'âge de retraite des professeurs d'université est relevé à 75 ans.
Le 19 août, des mandats d'arrêt sont émis à l'encontre de 146 universitaires. Le gouvernement turc décide de reporter la rentrée scolaire de trois semaines, au 3 octobre, pour pouvoir embaucher suffisamment d'enseignants pour pallier les nombreux licenciements dans le secteur de l'éducation. Le 2 septembre, 2 346 personnes travaillant au sein de l'enseignement supérieur ont été licenciées.
Le 6 septembre, un mandat d'arrêt est émis à l'encontre de 147 enseignants accusés de « violation de la Constitution », « tentative de renverser le gouvernement turc » et « appartenance à une organisation terroriste armée » pour avoir utilisé une application de messagerie cryptée.
Le 8 septembre, la purge s'étend à des enseignants kurdes, et 11 500 d'entre eux sont suspendus pour liens présumés avec le PKK, le temps qu'une enquête établisse l'existence de ces liens. Le Premier ministre annonce que leur nombre devrait s'élever à 14 000 à l'issue des enquêtes. Plusieurs dizaines d'entre eux, qui manifestent à Diyarbakır contre l'aspect arbitraire de ces suspensions sont arrêtés le lendemain, l'état d'urgence décrété à la suite de la tentative du coup d'État interdisant la tenue de telles manifestations.
Le 1er octobre, 23 personnes travaillant à la prestigieuse université d'Ege sont placées sous mandat d'arrêt en raison de leurs liens avec Gülen. Fin octobre, un décret remet en cause le statut de recteur d'université qui n'est plus élu mais nommé par le président de la république. Le 30 octobre, 2 219 fonctionnaires du ministère de l'éducation nationale sont limogés. Le 2 novembre, 137 universitaires sont placés sous mandat d'arrêt pour leurs liens supposés avec la mouvance du prédicateur Fethullah Gülen. Des observateurs extérieurs dénoncent un climat de terreur qui règne au sein des universités turcs poussant certains universitaires turcs à fuir à l'étranger. Le nombre d’universitaires suspendus de leur fonction dépasse 4 000 et 2 340 universitaires ont été licenciés.
Le 22 novembre, 1 200 fonctionnaires du ministère de l'Enseignement sont limogés.
Le 26 novembre, 6 000 enseignants suspendus ou limogés sont réintégrés. Les enquêtes ouvertes contre eux restent toutefois en cours. C'est la première fois que les autorités turques réintègrent autant de fonctionnaires.
En mars 2017, Nuriye Gülmen, une professeure de littérature anglaise qui avait déjà perdu son emploi, et Semih Özakça, un instituteur, sont accusés de faire partie du groupuscule terroriste d'extrême-gauche DHKP-C et risquent alors jusqu'à 20 ans de prison. Ils sont placés en détention provisoire le 24 mai 2017. Pour protester, ils entament une grève de la faim de plusieurs mois ; Nuriye Gülmen doit être prise en charge dans une unité de soins intensifs à l'hôpital. Ils acquièrent alors le statut de symbole de résistance face aux purges, pour l'opposition turque. Nuriye Gülmen est condamnée une première fois à 6 ans et 3 mois de prison. Mais le 1er décembre 2017, la liberté conditionnelle lui est accordée,, en attente d'un jugement en appel. Semih Özakça est libéré en octobre et les charges contre lui sont abandonnées.
Le 10 juillet 2017, la justice turque ordonne l'arrestation de 72 universitaires, dont un ancien conseiller d'un des principaux dirigeants de l'opposition. Le 20 novembre 2017, des mandats d'arrêts sont émis contre 107 enseignants soupçonnés d'être gulénistes, et qui avaient tous déjà été suspendus de leurs fonctions ; 51 sont arrêtés le jour-même à Ankara, tandis que des opérations sont en cours pour retrouver et arrêter les autres.
Huit cent quatre-vingt-cinq professeurs d'université sont accusés de « terrorisme », car ils avaient signé le 11 janvier 2016 une pétition qui dénonçait « les violations des droits de l’Homme », réclamant « la levée des couvre-feux » dans les villes assiégées par les forces spéciales, l’accès des lieux à des « observateurs nationaux et internationaux », ainsi que la reprise des pourparlers de paix entre le gouvernement turc et la rébellion kurde (sur un total de 1 128 signatures). Les 885 professeurs avaient déjà fait l'objet de mesures administratives - surtout des limogeages ou des non-renouvellement de contrats. Le 5 décembre 2017 s'ouvre le procès de 147 d'entre-eux. Les prévenus risquent chacun jusqu'à sept ans et demi de prison. Les chercheurs sont jugés les uns après les autres. Les audiences vont se succéder et durer jusqu’au printemps 2018. Environ 70 audiences sont programmées en décembre. Au terme de la première journée, les procès des 10 universitaires ont été renvoyés au 12 avril. Les soutiens des universitaires dénoncent cette procédure longue et faite, selon eux, pour les décourager d’assister aux procès
Le 24 décembre 2017 a lieu une vague de limogeages de 2 756 fonctionnaires accusés de « terrorisme », parmi lesquels 105 universitaires.
Le 26 mars 2018, 7 étudiants de l'université du Bosphore sont arrêtés parce qu'ils étaient opposés à l'Offensive d'Afrine.
Le 15 mars 2018, les autorités gabonaises arrêtent quatre enseignants et employés turcs de l’École internationale La Lumière de Libreville, dont son directeur Osman Özpinar, suspectés d'être proches de la Confrérie Gülen. Ils sont détenus pendant 3 jours sans que les avocats aient pu avoir accès au dossier et sans qu’ils sachent ce qui leur était reproché. Le 8 avril, après 23 jours de détention, leur expulsion vers la Turquie sur ordre du président turc Recep Tayyip Erdoğan est déclarée imminente. Le 10 avril, trois d'entre-eux sont ramenés en Turquie dans un avion privé des services secrets turcs, tandis que le quatrième (un Franco-Turc), reste au Gabon et est entendu dans le cadre de l'affaire.
Au 18 avril 2018, plus de 6 000 universitaires étaient inquiétés par le régime d'Erdogan. Le 8 juillet 2018, un décret-loi lance une nouvelle vague de purge de 18 632 fonctionnaires, parmi lesquels 650 du ministère de l'éducation.

## Justice
Quelques heures après la tentative de coup d’État, le Conseil supérieur de la magistrature turc (HSYK) démet 2 745 juges de leurs fonctions en attendant leur jugement, tandis que 700 d'entre eux ont été arrêtés. Enfin, 2 juges de la Cour constitutionnelle, 40 de la Cour d'État, environ 100 de la Cour de cassation ont également été arrêtés. Au total, 12,7 % des juges ont été arrêtés. Le 23 juillet, le gouvernement turc annonce avoir placé en garde à vue 2 100 juges et procureurs. Pour Marcel Lemonde, juge international ayant participé à la modernisation de la justice turque, un « climat de terreur » pèse sur la justice en Turquie empêchant la tenue de procès équitables. Selon lui, les droits de la défense ne sont pas respectés, puisque des avocats sont arrêtés au motif d'avoir défendu certains clients, et les juges n'ont aucune protection, puisque selon les décisions qu'ils rendent, ils sont soit arrêtés soit promus. Le 15 août 2016, 173 mandats d'arrêt sont émis à l'encontre de juges, procureurs, avocats et employés des principaux tribunaux d'Istanbul. La police turque perquisitionne trois tribunaux. Le 24 août, l'Assemblée générale du Conseil supérieur de la magistrature turc (HSYK) renvoie 2 847 juges et procureurs. Un décret publié le 1er septembre congédie 543 procureurs et juges. Au 1er septembre, un total de 3 390 magistrats a été démis de leurs fonctions. Au total, 3 495 juges et procureurs ont été placés en garde à vue. Le 30 octobre, le gouvernement turc limoge 183 fonctionnaires de la Cour de cassation et 2 534 du ministère de la Justice.
Le 14 octobre 2017, le Prix des droits de l'homme Václav-Havel 2017 est remis à Murat Arslan, un ancien rapporteur de la cour constitutionnelle turque jeté en prison durant la purge. Le prix récompense son engagement en faveur de l'indépendance de la magistrature.
Le 8 juillet 2018, un décret-loi lance une nouvelle vague de purge de 18 632 fonctionnaires, parmi lesquels 1000 employés du ministère de la Justice.

## Police
Au 18 juillet, environ 9 000 employés du ministère de l'Intérieur, dont 7 899 policiers, 614 gendarmes, 18 garde-côtes et 246 fonctionnaires des autorités locales sont limogés,. Enfin, 100 policiers sont arrêtés. Au 21 juillet, 2,7 % de policiers sont limogés. Le 23 juillet, le gouvernement déclare que 1 329 policiers sont placés en garde à vue. Sept généraux de la gendarmerie sont limogés, sur un total de 32 généraux, ainsi que le commandant des garde-côtes. Le 17 août, le gouvernement publie un décret révoquant 2 360 policiers. Le 1er septembre, le gouvernement publie un décret dans lequel il relève de leurs fonctions 7 669 policiers et 323 gendarmes, chargés de la sécurité intérieure. Le 4 octobre, 12 801 policiers sont mis à pied dont 2 523 gradés. Le 30 octobre, au moins 1 082 policiers, y compris des policiers retraités et licenciés ont été dépouillés de leurs rangs par décret en raison de liens supposés avec Gülen. En conséquence, leurs permis d'armes à feu, leurs cartes d'identité d'anciens policiers, leurs permis de pilote et de navigation ainsi que leurs passeports sont annulés. Ils ne peuvent plus appartenir à la fonction publique et perdent leurs droits accordés en fonction de leurs rangs. Ils ne peuvent plus travailler dans une entreprise de sécurité privée. Le 3 novembre, les autorités turques suspendent 1218 membres de la gendarmerie. Le 22 novembre, 2700 fonctionnaires du Ministère de l'Intérieur sont limogés, et 20 employés de la prison de Silivri dont le directeur sont placés en garde à vue car ils étaient soupçonnés d'utiliser une application de messagerie sécurisée également utilisée par les gülénistes. Le 16 novembre 2017, des mandats d'arrêts sont émis contre 108 personnes soupçonnées d'être liées au putsch, et parmi elles 60 anciens responsables des forces de sécurité sont arrêtés le jour-même. Le 24 décembre 2017, une vague de limogeage de 2756 fonctionnaires accusés de « terrorisme » a lieu, dont plusieurs membres du Ministère de l'Intérieur. Le 8 juillet 2018, un décret-loi lance une nouvelle vague de purge de 18 632 fonctionnaires, parmi lesquels 9 000 membres fonctionnaires de police.
L'armement de la police est aussi renforcé.

## Autres fonctionnaires
Le gouvernement turc suspend les congés de ses fonctionnaires et leur interdit de quitter le territoire. Ce décret concerne environ 3 millions de personnes. Dans les jours qui suivent la tentative de putsch, 257 employés de la présidence du gouvernement, 3 672 de la direction des Affaires religieuses et 5581 travailleurs du ministère de la Santé dont 115 cadres et 504 médecins sont démis de leurs fonctions. De plus, le 1er septembre, un décret renvoie plus de 520 personnes supplémentaires de la direction des Affaires religieuses.
Quelques jours après la tentative de coup d'État, un gouverneur de province et 29 gouverneurs de municipalité sont limogés. Les autorités suspendent aussi 300 fonctionnaires au ministère de l'Énergie, 1 180 fonctionnaires du ministère du Travail et de la Sécurité sociale, 110 du ministère de la Culture et du Tourisme ainsi que 221 du ministère des Eaux et Forêts et 673 du ministère de l'Alimentation, de l'Agriculture et de l'élevage. Elles limogent 167 employés du ministère de l’Environnement et de l’Urbanisme, 1 500 fonctionnaires du ministère des Finances, 599 fonctionnaires du ministère de la Politique sociale, 265 employés du ministère de la Jeunesse et des Sports, 30 fonctionnaires supérieurs du Parlement turc et plus de 200 employés de l'autorité nationale des technologies de l'information et de la communication (BTK). Le gouvernement suspend 184 fonctionnaires du ministère des Douanes et du Commerce, 86 de l'Agence de Réglementation Bancaire et de Surveillance (BDDK), 25 de l'Autorité de Régulation du Marché de l'Énergie (EPDK), 51 de la Bourse d'Istanbul (BIST), 36 du Conseil des Marchés des Capitaux de la Turquie (SPK), 22 de l'Administration du développement du logement en Turquie (TOKI) ainsi que 529 personnes liés à des organismes du Ministère des Transports, des Affaires maritimes et de la Communication et 62 fonctionnaires du Trésor turc y compris deux directeurs généraux, un directeur général adjoint et cinq chefs de service. Les autorités mettent à pieds 82 membres du ministère du Développement, 560 de Ministère de la Science, de l'Industrie et de la Technologie, 15 du ministère de l'Économie, 21 de l'Institut turc de statistique et 108 de la Cour des comptes. La Direction des télécommunications (TIB) est dissoute. L'ensemble des fonctionnaires de la Direction des télécommunications (TIB) sont révoqués. Le 19 août, les autorités turques arrêtent 29 inspecteurs de l'agence de régulation du secteur bancaire (BDDK).
Le 25 juillet, le ministre des Affaires étrangères, annonce le limogeage prochain d'ambassadeurs liés à la tentative de putsch. Le lendemain, le ministre des Affaires étrangères renvoie deux ambassadeurs dont Gürcan Balık, ancien conseiller de l'ancien président Abdullah Gül et de l'ancien Premier ministre Ahmet Davutoğlu et qui sera par la suite placé en détention, ainsi qu'une douzaine de diplomates de niveau inférieur. Il y aurait près de 300 diplomates gülenistes. Au 28 juillet, outre les deux ambassadeurs, 88 autres employés du ministère des Affaires étrangères ont été démis de leurs fonctions. Enfin, 32 des 208 diplomates de carrière rappelés en Turquie après la tentative de coup d’État refusent de retourner en Turquie et d'autres demandent l'asile politique. Deux anciens ambassadeurs, Tuncay Babali et Ali Findik sont placés en garde à vue pour leurs liens supposés avec la tentative de coup d'État.
Quatre maires supposés gülenistes ainsi que vingt-quatre autres qui seraient liés au PKK sont suspendus le 11 septembre. Leurs mairies sont placées sous tutelle de l'état turc. Ces suspensions sont salués le lendemain par le président Erdoğan.
Le 30 octobre 2016, le gouvernement publie un décret dans lequel il licencie 10 131 fonctionnaires supplémentaires dont 32 fonctionnaires du Parlement, 249 de la Direction turque des affaires religieuses, 102 du ministère des Affaires étrangères et 2 774 du ministère de la Santé.
Le 25 août 2017, 928 fonctionnaires supplémentaires sont limogés. Dont des militaires, des universitaires et des employés des ministères de la Justice, de l’Intérieur et des Affaires étrangères. À l'inverse, le même jour, 57 fonctionnaires et militaires sont réintégrés à leur poste.
Le 4 octobre 2017, des mandats d'arrêts sont émis à l'encontre de 112 employés municipaux d'Istanbul, en fonction ou passés. Trente-cinq sont arrêtés le jour-même, tandis que les 77 autres sont recherchés.
Le 24 décembre 2017, un total de 2 756 personnes accusées de « terrorisme » ont été renvoyées de leurs postes au sein de différents corps publics, incluant les ministères de l’Intérieur, des Affaires étrangères et de la Défense ; 637 militaires et 105 universitaires sont notamment concernés.
Le 12 janvier 2018, un décret licencie 206 employés de la fonction publique, mais en même temps réintègre 1 823 fonctionnaires. Le 8 juillet 2018, un décret-loi lance une nouvelle vague de purge de 18 632 fonctionnaires, et n'en réintègre que 148.

## Mise au pas des médias

### Presse papier et internet, radio et télévision
Le 19 juillet, le Conseil supérieur de l'audiovisuel de Turquie (RTÜK) indique avoir retiré la licence de plusieurs chaînes de télévision et de radio supposées proches de Fethullah Gülen. Vingt-quatre chaînes sont concernées. Dans le passé, ce fut ainsi le cas de la chaîne Samanyolu TV, éjectée du réseau de satellites Türksat, et du quotidien Zaman, mis sous tutelle, qui furent censurés car gülenistes. Le Conseil supérieur de l'audiovisuel de Turquie (RTÜK) informe également avoir privé 34 journalistes de leur carte de presse. De plus, une trentaine d'employés du Conseil supérieur de l'audiovisuel de Turquie (RTÜK) sont écartés. L'association turque de radio et de télévision (TRT) suspend 300 membres de son personnel. D'après l'association des radios amateurs de Turquie (Türkiye Radyo Amatörleri Cemiyeti Genel Merkezi), le gouvernement turc a révoqué 3 213 licences de radios amateurs et leur a interdit toute émission vers l'étranger[réf. souhaitée]. Le 25 juillet, 42 journalistes sont placés sous mandat d'arrêt. Parmi eux, se trouvent des journalistes de premier plan notamment Nazlı Ilıcak. Le 27 juillet, la justice turque émet des mandats d'arrêt contre 47 anciens employés du quotidien Zaman. Le même jour, les autorités turques annoncent la fermeture de 131 organes de presse : 45 journaux, 29 maisons d'édition, 23 stations de radio, 16 chaînes de télévision, 15 magazines et 3 agences de presse. Il s'agit majoritairement de médias d'envergure provinciale, mais la chaîne de télévision pro-kurde IMC TV, le quotidien d'opposition Taraf et l'agence de presse Cihan, proche des gülenistes sont également touchés. Le 29 juillet, 17 journalistes sont placés en détention préventive pour « terrorisme ». Selon le syndicat des journalistes lié à la Fédération DISK, 2 308 journalistes ont perdu leur emploi depuis la tentative de coup d'État. Ce chiffre ne prend pas en compte les stagiaires et les journalistes en free-lance. Selon ce syndicat, plus de 200 journalistes ont été arrêtés depuis la tentative de coup d’État. Le 30 août 2016, le parquet d'Istanbul émet des mandats d'arrêt contre 35 personnes travaillant dans les médias, voir la liste de journalistes emprisonnés en Turquie

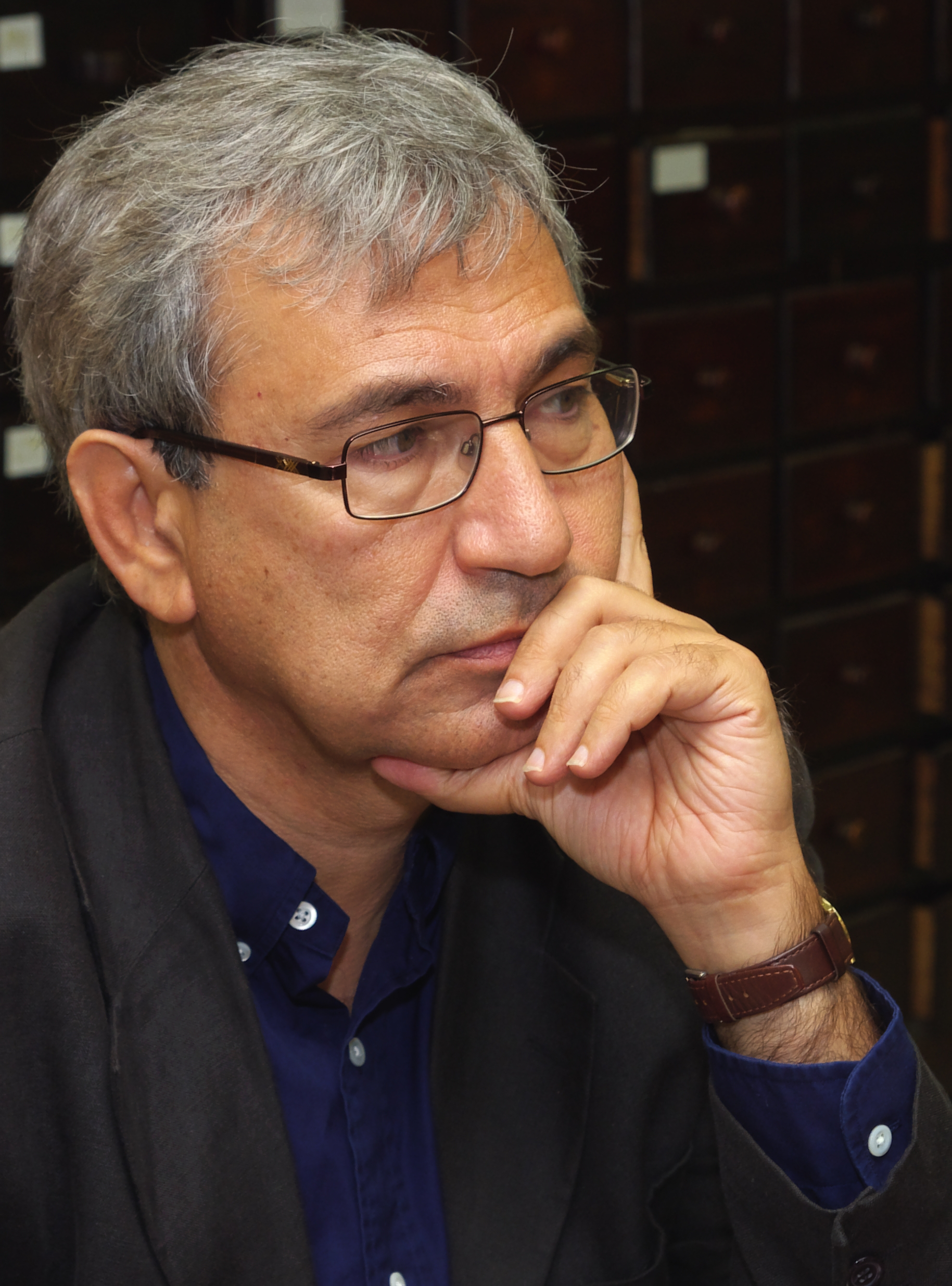
Orhan Pamuk en 2009

L'écrivain turc et prix Nobel de littérature Orhan Pamuk critique ces arrestations (et particulièrement celles des frères Altan, journalistes turcs) et s'exprime ainsi sur la purge dans une tribune accordée au journal italien La Repubblica : 

« En Turquie, on est en train, petit à petit, d’enfermer dans des cellules toutes les personnes qui se permettent d’exprimer les critiques même les plus minimes sur les actions du gouvernement (...), sur la base de la haine la plus féroce. Désormais, la liberté de la pensée n’existe plus. Nous sommes en train de nous éloigner à toute vitesse d’un État de droit vers un régime de terreur. »

 Le 22 septembre, l'un des frères Altan, Ahmet, a été remis en liberté avant d'être remis en détention 24 heures plus tard. Fin octobre, une quinzaine de média principalement pro-Kurde sont fermés.
Le 17 août 2016, 21 membres du quotidien Özgür Gündem sont arrêtés en raison du soutien de ce journal aux droits des Kurdes, dont la romancière, militante des droits de l'homme et journaliste Aslı Erdoğan (aucun lien de parenté avec Recep Tayyip Erdoğan). Cette-dernière va être incarcérée pendant 132 jours. La vague d'indignation en Turquie et en Occident permet sa libération le 29 décembre 2016, mais elle reste sous liberté surveillée et son passeport lui est confisqué. Il lui est toutefois rendu en septembre 2017, afin de lui permettre d'aller chercher le prix de la paix Erich-Maria-Remarque en Allemagne en octobre. Son procès est prévu pour le 31 octobre 2017, et elle risque la prison à perpétuité. Le 31 octobre 2017 — en même temps que la réouverture du procès de Cumhuriyet — s'ouvre le procès de trois personnes liées au journal kurde Özgür Gündem. Il s'agit de son rédacteur en chef Inan Kizilkaya, de son directeur de publication Kemal Sancili, et de la romancière Aslı Erdoğan qui avait travaillé avec le journal. Le tribunal ordonne la remise en liberté conditionnelle des deux premiers — Aslı Erdogan l'étant déjà —, mais avec interdiction de quitter le territoire. Le 17 janvier 2018, 5 journalistes qui avaient manifesté leur solidarité avec Özgür Gündem sont condamnés à la prison ferme : 4 sont condamnés à 1 an et demi de prison, Ragip Duran (journaliste francophone qui fut longtemps le correspondant de Libération à Istanbul), Ayse Düzkan, Mehmet Ali Çelebi et Hüseyin Bektas ; le rédacteur en chef du quotidien, Hüseyin Akyol, a lui été condamné à trois ans et neuf mois d’emprisonnement. Le 14 février 2020, la romancière Asli Erdogan, accusée d'"activité terroriste", de "tentative de porter atteinte à l'intégrité de l'Etat" et de "propagande terroriste" pour sa participation à Özgür Gündem, ayant depuis quitté la Turquie pour vivre en Allemagne, est finalement acquittée par un tribunal d'Istanbul, et toutes les poursuites contre elle sont abandonnées.
Le 31 octobre 2016 dans le contexte de répression suivant la tentative de coup d'État, le rédacteur en chef Murat Sabuncu et son représentant à Ankara Güray Öz ainsi que 16 journalistes et caricaturistes du journal Cumhuriyet, sont arrêtés et mis en garde à vue. Survenant après la fermeture de quinze quotidiens, magazines et agences de presse, basés pour la plupart dans le Sud-Est à majorité kurde, ces arrestations sont interprétées comme une volonté du pouvoir turc de faire taire le « dernier grand quotidien d'opposition du pays ».

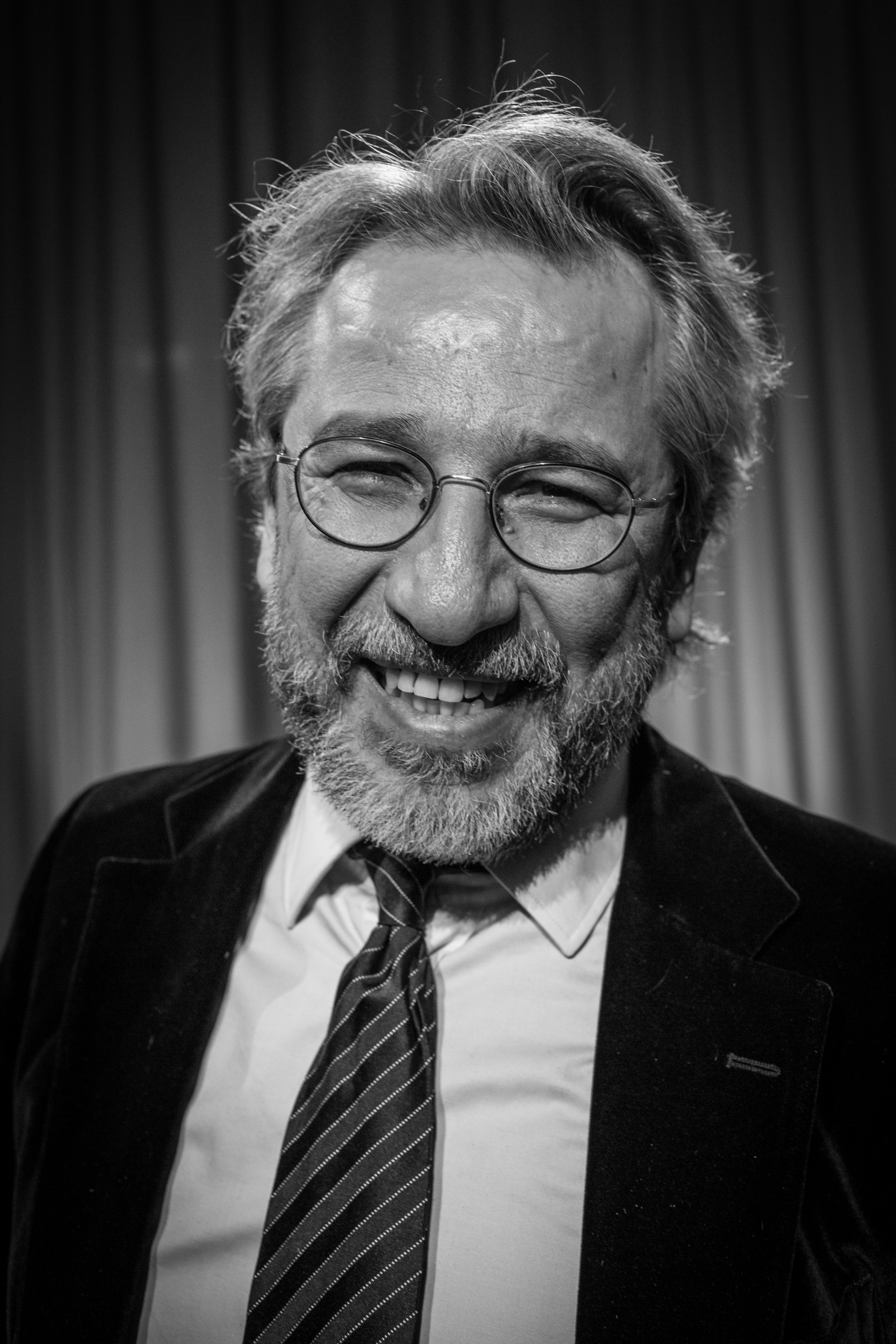
Can Dündar en janvier 2017

L'ex-directeur de Cumhuriyet, Can Dündar, doit s'exiler à Berlin, car il avait rendu publiques des vidéos montrant des livraisons d’armes par les services de renseignement turcs à des djihadistes en Syrie. En Allemagne, il continue son travail de journaliste en réalisant, pour la chaîne Arte, un documentaire sur la Turquie d'après la tentative de coup d’État. Le fondateur du journal d'opposition Sözcü, Burak Akbay, doit s'exiler en juin 2017, car il est accusé d'être dirigeant d'une organisation terroriste, sous prétexte que l'un des journalistes de Sözcü, Gökmen Ulu, avait révélé le nom de l'hôtel dans lequel se trouvait le président Erdogan, quelques heures avant le début de la tentative de coup d'État.
Le 22 novembre, 9 médias supplémentaires sont dissous.
La remise en liberté de 21 journalistes est bloquée in extremis le 31 mars 2017 et les magistrats qui l'avaient ordonnée sont suspendus.
Le 12 juillet 2017, 34 anciens employés de la chaîne de télévision publique TRT, qui avaient déjà été licenciés, sont visés par des mandats d'arrêt. Ils sont accusés d'avoir utilisé la messagerie cryptée ByLock, qui est également utilisée par les gülénistes.
En juin 2017, quatre membres du journal d'opposition Sözcü sont accusés d'être membres d'une organisation terroriste, voire d'en être un dirigeant, sous prétexte que l'un des journalistes de Sözcü, Gökmen Ulu, avait révélé le nom de l'hôtel dans lequel se trouvait le président Erdogan, quelques heures avant le début de la tentative de coup d'État. Trois des accusés sont placés en détention : le journaliste Gökmen Ulu, la vidéojournaliste Mediha Olgun et la directrice financière Yonca Yücekaleli. Le fondateur du journal, Burak Akbay, accusé d'être un dirigeant d'une organisation terroriste, doit s'exiler hors du pays, et est depuis jugé par contumace. Mediha Olgun est libérée sous caution en septembre, Gökmen Ulu l'est aussi le 8 novembre 2017.
Au 17 juillet 2017, plus d'une centaine de journalistes se trouvent en prison, après y avoir été jetés sans jugement. Parmi eux, 20 journalistes — ainsi qu'un avocat et un ancien éditorialiste — risquent la prison à vie pour avoir travaillé avec le journal Zaman, présenté par le pouvoir comme un organe de presse de la Confrérie Gülen et fermé par décret en juillet 2016. Certains détenus gravement malades sont maintenus en détention, comme Sahin Alpay, un ancien éditorialiste de Zaman âgé de 73 ans, qui souffre de problèmes respiratoires, de diabètes et de problèmes cardiaques et qui ne peut pas dormir sans masque respiratoire. Tandis que d'autres sont maintenus dans l'isolement total, et ne peuvent pas communiquer avec leur avocat. Pour ces raisons, la Turquie occupe la 155e sur 180 au Classement mondial de la liberté de la presse établi par RSF en 2017. La Cour Constitutionnelle turque ordonne la libération de Sahin Alpay le 11 janvier 2018 ; c'est l'une des deux premières personnes à être libérées par la Cour Constitutionnelle depuis le début des purges, avec l'écrivain Mehmet Altan. Cependant, 5 heures après cette décision, deux cours pénales ordinaires d'Istanbul refuse de les remettre en liberté.
Les caricaturistes sont également visés par la répression. L'auteur de romans graphiques et dessinateur de presse Nuri Kurtcebe, connu pour avoir adapté en 2001 en roman graphique une épopée du poète Nazim Hikmet racontant la guerre d'indépendance turque menée par Mustafa Kemal ayant abouti à la naissance de la Turquie moderne en 1923, et pour ses caricatures mordantes, est condamné à 1 an et 2 mois de prison en 2017 ; condamné à cause d'une série de caricatures d'Erdogan publiée en 2015. Kurtcebe a fait appel de sa condamnation, mais le tribunal de Yalova rejette sa demande d'appel et le fait incarcérer le 4 juin 2018. En avril 2018, le dessinateur de presse Musa Kart est condamné à plus de 3 ans de prison.
En juillet 2017, la presse d'opposition a quasiment disparu. Le dernier média considéré d'opposition et indépendant est le quotidien papier et internet Cumhuriyet, qui tire 50 000 exemplaires et qui est consulté par plus de 1 500 000 internautes individuels. En-dehors de lui, 70 % de la presse écrite et des chaînes de télévision appartiennent à des hommes d'affaires liés au président Recep Tayyip Erdoğan ou à son parti l'AKP. Tandis que les 30 % restants sont des « médias pingouins », c'est-à-dire des médias qui préfèrent s'autocensurer plutôt que de critiquer le gouvernement - en référence aux chaînes d’information qui diffusaient des documentaires sur la vie des pingouins au lieu des images de la révolte du parc Gezi en 2013.
En octobre 2017, 170 journalistes étaient détenus en Turquie. Au 1er novembre 2017, 3000 journalistes qui travaillaient dans des journaux d'opposition ont perdu leur emploi. En janvier 2018, 122 journalistes étaient emprisonnés, et 520 autres comparaissaient libres mais étaient susceptibles d'être envoyés en prison.
Le 24 décembre 2017, 2 journaux supplémentaires sont fermés.
Le 8 mars 2018, 25 journalistes qui avaient travaillé avec des médias proches de Güllen sont condamnés à des peines allant jusqu'à 7 ans et demi de prison.
En mars 2018, le principal groupe de média en Turquie, Dogan Media, qui possède notamment le quotidien Hürriyet et la chaîne de télévision CNN-Türk, est racheté par le groupe Demiromen Holding. Or, Demiromen Holding appartient alors à Erdogan Demiromen, un homme d'affaires proche d'Erdogan, qui lui avait présenté des excuses en 2014 après que son journal Milliyet a publié des révélations explosives sur le processus de paix avec les Kurdes. Demiromen décède en juin 2018, quelques mois après l'acquisition. Toutefois, les réseaux sociaux sont un peu moins contrôlés et l'opposition y conserve un accès. Par exemple, après qu'Erdogan a annoncé sa candidature aux élections anticipées du 24 juin, et que ses meetings aient été les seuls à être diffusés à la télévision, durant l'un d'eux il déclare : « C'est ma nation qui m'a porté à la tête de la mairie d'Istanbul, de l'AKP, du gouvernement et de la présidence. Si un jour ma nation me disait "ça suffit" (tamam), alors je me mettrais sur le côté ». Le même jour, le terme taman devient le terme le plus retwitté, partagé dans plus de 450 000 tweets.
Le 8 juillet 2018, un décret-loi qui lance une nouvelle vague de purge de 18 632 fonctionnaires, en profite pour également fermer 3 journaux et une chaîne de télévision.

#### Procès deCumhuriyet
Le procès de 17 employés, journalistes et collaborateurs du quotidien d'opposition Cumhuriyet, accusés par le gouvernement turc de « soutenir » ou d’être « membres d’une organisation terroriste », s'ouvre à Istanbul le 24 juillet 2017. Les groupes avec lesquels ils sont accusés d'avoir des liens sont les séparatistes kurdes du PKK, un groupuscule d'extrême-gauche appelé DHKP-C et le mouvement du prédicateur exilé aux États-Unis Fethullah Gülen. Mais Cumhuriyet, qui s'est forgé une solide réputation à force de scoops embarrassants pour le pouvoir, dénonce un procès politique visant à abattre l'un des derniers organes de presse indépendants du pays. L'un des accusés, Ahmet Sik, est accusé d'être güléniste, alors qu'il avait écrit dans les années 2000 un livre qui expliquait et dénonçait comment la Confrérie Gülen s'infiltrait dans les rouages de l’État turc. Ils risquent tous jusqu'à 43 ans de prison. Le 28 juillet, le tribunal ordonne la remise en liberté provisoire de 7 des collaborateurs de Cumhuriyet, mais le maintien en détention de ses 4 principaux journalistes: le dirigeant du journal Akin Atalay, le rédacteur en chef Murat Sabuncu, le chroniqueur Kadri Gürsel, ainsi que le journaliste d’enquête Ahmet Sik. Le comptable du journal, Yusuf Emre Iper, est également gardé en détention, à l'isolement cellulaire - selon Amnesty International, cela aurait pour but de détériorer volontairement sa santé physique et mentale.
L'audience suivante a eu lieu le 11 septembre 2017. Il y est décidé de garder les 5 prévenus en détention, en attendant une nouvelle audience le 25 septembre. Le 25 septembre, le juge autorise la remise en liberté de Kadri Gürsel ; puis le procès est à nouveau ajourné au 31 octobre. Le 31 octobre - qui correspond aussi à la date d'ouverture de trois membres du journal Özgür Gündem - se rouvre le procès de Cumhuriyet ; le juge ordonne de continuer à maintenir en détention les quatre membres du journal qui le sont encore, et la prochaine séance est reportée au 25 décembre. Le 21 novembre 2017, le rédacteur en chef de Cumhuriyet Oguz Güven est condamné à 3 ans et 1 mois de prison car il aurait fait de la « propagande terroriste » pour Gülen via un tweet. Il avait été arrêté en mai 2017, car il avait évoqué sur Twitter un procureur « fauché par un camion » dans un premier, alors qu'il avait pourtant changé son tweet une minute plus tard pour le réécrire en « mort dans un tragique accident de camion »,.
Le procès reprend le 9 mars 2018. Il commence dans une certaine tension, et les gendarmes turcs tentent d'empêcher les soutiens de Cumhuriyet de parler aux autres médias, bien que certains y parviennent comme le député d’opposition Utku Cakirozer. Malgré ce début tendu, le tribunal de Silivri ordonne la remise en liberté du rédacteur en chef Murat Sabuncu et du journaliste d’investigation Ahmet Sik, incarcérés jusque-là respectivement depuis 495 et 434 jours. Ils sont libérés le soir même.
La dernière série d'audience reprend du 24 au 27 avril 2018. Au cours de la première audience, le chef du journal Akin Atalay rejette les accusations, surtout celle de terrorisme, et se défend en disant que le vrai but du procès de Cumhuriyet est d'intimider les autres journaux et journalistes. Le soir du 25 avril 2018, les jugements sont rendus. 13 collaborateurs de Cumhuriyet, qui comparaissaient libres, ont été condamnés à diverses peines de prison, allant de deux à huit années de détention. Parmi eux, figurent le rédacteur en chef du journal Murat Sabuncu et le journaliste d’investigation Ahmet Sik, qui se sont vu infliger une peine de sept ans et demi de prison. Le patron du journal, Akin Atalay, qui comparaissait en détention préventive, a quant à lui été condamné à plus de huit ans de prison. Trois journalistes ont en revanche été acquittés. Les journalistes condamnés ne seront pas écroués en attendant la procédure d’appel, ayant déjà bénéficié au cours du procès d’une mesure de remise en liberté conditionnelle. Le site internet de Cumhuriyet titre « Vous aurez honte devant l’Histoire » après l'annonce des peines. Mais, les journalistes ayant annoncé leur intention de faire appel, ils sont laissés en liberté provisoire en attendant le procès en appel, y compris Akin Atalay qui est libéré à cette occasion.
Le 12 septembre 2019, cinq des quatorze journalistes de Cumhuriyet condamnés, le célèbre caricaturiste Musa Kart, sont libérés sur ordre d'une cour d'appel,.

#### Journalistes étrangers
En novembre 2015, la journaliste turco-finlandaise Ayla Albayrak, travaillant pour le journal américain The Wall Street Journal, est convoquée par la police turque pour être informée qu'elle faisait l'objet d'une enquête pour propagation de propagande terroriste. En effet, au mois d'août 2015, elle avait publié un article sur les conflits à Silopi, une ville en zone kurde à la frontière entre la Turquie et l'Irak, où des affrontements entre les forces turques et les indépendantistes du PKK ont eu lieu ; l'article interviewait des habitants de Silopi, le maire de la ville, un responsable du gouvernement turc et un représentant du PKK. C'est pour avoir rapporté les propos de ce-dernier qu'Ayla Albayrak est accusée de propagation de propagande terroriste, bien que l'article montrait à la fois le point de vue du gouvernement turc et celui des indépendantistes. En avril 2016, elle est inculpée de violations des lois antiterroristes. En octobre 2017, elle est condamnée par contumace à 2 ans et 1 mois de prison. Selon le Wall Street Journal, Ayla Albayrak se trouvait à New York au moment du jugement et a décidé de faire appel.
Le journaliste germano-turc Deniz Yücel, correspondant pour Die Welt, est placé à l'isolement et privé d'avocat depuis février 2017. Selon le journal allemand Bild, le gouvernement turc agit ainsi afin de l'échanger contre deux ex-généraux de l'Armée turque réfugiés en Allemagne. Une source anonyme proche du dossier accuse le gouvernement turc de vouloir prendre en otage suffisamment de citoyens allemands afin de pouvoir ensuite les échanger contre des citoyens turcs réfugiés en Allemagne.
Le 26 juillet 2017, le journaliste français Loup Bureau est arrêté par les autorités turques près de la frontière irakienne, dans la région de Silopi, en province de Şırnak[réf. nécessaire] ; il est incarcéré le 1er août, sous l'accusation d'« activités en lien avec le terrorisme ». À la fin du mois d'août 2017, il est détenu dans l'attente d’un procès pour « assistance à une organisation terroriste ». Dans un article du quotidien turc de gauche BirGün (en), Loïc Bureau, le père de Loup Bureau, a cependant déclaré que « le journalisme n’est pas un crime. Il est inadmissible qu’un journaliste soit emprisonné sur la base de ses articles et de ses reportages ». Le gouvernement turc met en cause un reportage réalisé en 2013, pour TV5 Monde, auprès des combattants kurdes en Syrie ; ceux-ci appartiennent en effet aux Unités de protection du peuple (YPG), une organisation considérée comme terroriste par la Turquie. Loup Bureau encourt trente ans de prison sur la base de ces accusations. Sa libération est demandée par l'ONG Reporters sans frontières, qui a organisé une manifestation pour appuyer cette demande. Le ministère des Affaires étrangères français est, de plus, intervenu en faveur de Loup Bureau. Selon l'un des avocats de Loup Bureau, cette arrestation est « un cap [qui] a été franchi » par les autorités turques dans la répression des journalistes occidentaux. Dans un communiqué commun, trois syndicats de journalistes français — SNJ, SNJ-CGT et CFDT-Journalistes, eux-mêmes soutenus par la Fédération européenne des journalistes — ont exigé « que le gouvernement français mette tout en œuvre » pour obtenir sa libération, sans se borner à de simples paroles. Les trois syndicats ajoutent : 

« Il est clair que les dirigeants turcs et le président Erdogan en tête abhorrent les journalistes étrangers trop curieux et n’hésitent pas à les arrêter pour imposer un mur du silence sur la réalité de ce pays, qui est la plus grande prison au monde pour les journalistes où 160 de nos confrères sont derrière les barreaux. »

Le 15 août 2017, le président français Emmanuel Macron et son homologue turc Recep Tayyip Erdoğan ont un entretien téléphonique au sujet du jeune journaliste. Sa libération est finalement annoncée le 15 septembre. Loup Bureau retourne en France le 17 septembre.
Le journaliste turc, naturalisé suédois au nom de l'asile politique, Hamza Yalçin a été interpellé le 3 août 2017 à l’aéroport de Barcelone, sur la base d’une demande de la Turquie à Interpol. Il a été transféré le lendemain à la prison de Can Brians, en attendant que la justice espagnole reçoive une demande d’extradition officielle et statue à ce sujet. Il est accusé d’avoir appartenu à l’organisation terroriste THKP-C et d’avoir « insulté le président de la République turque » dans sa revue Odak. Hamza Yalcin risquait jusqu'à 22 ans et 6 mois de prison en Turquie. Macu de la Cruz, présidente par intérim de Reporter Sans Frontières en Espagne, demandait à la justice espagnole de ne pas l'extrader, en argumentant :

« Selon les accords internationaux, une personne ne saurait être extradée vers un pays où elle risque un procès injuste, la torture ou la peine de mort. Si toutefois la justice ordonnait le renvoi de Hamza Yalçin en Turquie, il reviendrait au gouvernement espagnol de s’y opposer. »

Le  28 septembre, Hamza Yalçin est relâché de prison. Et le 29 septembre le porte-parole du gouvernement espagnol a annoncé qu’il ne sera pas extradé vers la Turquie du fait de son statut de réfugié obtenu en Suède.
La journaliste allemande d'origine turque Mesale Tolu, qui travaillait notamment comme journaliste et traductrice pour une petite agence de presse turque de gauche Etkin Haber Ajansi (ETHA), est emprisonnée depuis fin avril 2017 en Turquie. Elle est détenue avec son fils de trois ans. Elle est accusée d'appartenir au Parti communiste marxiste-léniniste (MLKP), une formation considérée comme « terroriste » et interdite en Turquie, car elle aurait assisté à des manifestations et des funérailles de militants du MLKP. Elle risque jusqu'à 15 ans de prison. Son procès s'ouvre le 11 octobre 2017 à Silvri, près d'Istanbul, en même temps que celui de 17 autres personnes. Les soutiens de Mesale Tolu estiment qu'il s'agit en réalité d'un procès politique. Le 18 décembre 2017 — au cours d'une audience à laquelle assiste la députée Die Linke allemande Heike Hänse —, un tribunal ordonne la remise en liberté conditionnelle de Mesale Tolu et de cinq de ses co-accusés, assortie d'une interdiction de sortie du territoire et d'une obligation de se rendre dans un commissariat une fois par semaine.

### Maisons d'éditions et bibliothèques
L'écrivain Mehmet Altan, qui se définit lui-même comme un comme marxiste-libéral démocrate, est arrêté le 10 septembre 2016, dans la vague d'arrestations qui a suivi la tentative de coup d’État du 15 juillet 2016, il est accusé de « terrorisme » et de « tentative de renversement du gouvernement par un coup d’État », pour avoir fait passer « un message subliminal de coup d’État » lors d’un débat télévisé diffusé la veille de la tentative putsch. Le 11 janvier 2018, la Cour constitutionnelle turque (AYM) a annoncé que sa détention était une « violation de droit », avant de se rétracter le 5 février de la même année. Son procès s'est ouvert le 12 février 2018 et le 16 février il a été condamné à la prison à la « perpétuité aggravée », ainsi que son frère Ahmet Altan (rédacteur en chef du quotidien Taraf) et quatre autres personnes.
Au moins de juin 2016, une trentaine de maisons d'éditions sont contraintes de fermer à la suite d'un décret gouvernemental. Le 11 décembre 2017, le ministre de la Culture turc Numan Kurtulmuş a révélé que 139 141 livres avaient été retirés des 1 142 bibliothèques sous sa juridiction depuis le mois de juin 2016. Il s'agit en partie de titres écrits par le Mouvement Gülen, ou édités par les maisons d'éditions fermées par le décret de juin 2016, accusés d'être de la propagande terroriste. Mais parmi ces livres se trouvent des ouvrages de Baruch Spinoza, Albert Camus ou Louis Althusser, tous accusés d'avoir fait partie d'organisations terroristes. Se trouve également un manuel de mathématiques dans lequel un problème évoquait « un point F » et « un point G », pensant avoir affaire à une référence déguisée à Fetullah Gülen.
En septembre 2016, l'écrivain d'ouvrages politiques Mehmet Altan, et son frère le romancier et journaliste Ahmet Altan sont arrêtés. Mehmet Altan était accusé d'être lié à la tentative de putsch et risquait 3 fois la prison à vie. Mais le 11 janvier 2018, la Cour constitutionnelle ordonne sa libération ; il est l'une des deux premières personnes libérées par la Cour constitutionnelle depuis le début des purges, avec le chroniqueur Sahin Alpay. Cependant, cinq heures après cette décision, deux cours pénales ordinaires d'Istanbul refusent de les remettre en liberté.
Le 18 octobre 2017, le mécène et éditeur turc Osman Kavala est arrêté et détenu pendant au moins sept jours, accusé d'avoir des liens avec le PKK. Sa femme, l’universitaire Ayşe Buğra, est interrogée par la police turque. En décembre 2019, la Cour européenne des droits de l'homme exige la libération immédiate de Kavala. En février 2020, Osman Kavala et 8 co-accusés comparaissent devant le tribunal de Silivri, accusés de "tentative de renverser le gouvernement" au cours de la Révolte du Parc Gezi en 2013. Kavala risque la prison à vie pour avoir financé ce mouvement. Le 18 février, ils sont tous acquittés, le tribunal estimant les preuves insuffisantes - dans le cas de Kavala, la preuve il s'agissait d'une carte de la répartition des abeilles en Turquie trouvée dans son téléphone, que l'accusation avait présenté comme la preuve qu'il aurait voulu redessiner les frontières de la Turquie. Cependant, quelques heures après son acquittement, un nouveau mandat d'arrêt est émis contre Kavala, lié à la tentative de putsch de 2016, et il est arrêté et placé en garde à vue au siège de la police antiterroriste d'Istanbul.
Au 18 avril 2018, 80 auteurs étaient inquiétés par le régime d'Erdogan.

## Associations et fondations
Le gouvernement ordonne la fermeture de 1 229 organisations et fondations caritatives, 19 syndicats et 35 établissements de santé,. Le 22 novembre 2016, 550 associations supplémentaires sont fermées. Le 18 novembre 2017, tous types d'événements culturels LGBT sont interdits à Ankara jusqu'à nouvel ordre afin de « maintenir l'ordre public » selon le gouvernorat d'Ankara, précisant toutefois que ceci vise à éviter des réactions homophobes violentes. Le 24 décembre 2017, 17 institutions dont 7 associations sont fermées. Le 8 juillet 2018, un décret-loi qui lance une nouvelle vague de purge de 18 632 fonctionnaires, en profite pour également fermer 12 associations.

### Amnesty International
Le 6 juin 2017, Taner Kiliç, le président d'Amnesty International en Turquie, est arrêté à son domicile. Trois jours plus tard, le ministère public turc décide de le poursuivre pour « appartenance à une organisation terroriste » et le place en détention provisoire car il avait utilisé la messagerie cryptée ByLock. Le 5 juillet 2017, 10 défenseurs des Droits Humains turcs sont placés en garde à vue. Le 17 juillet, au terme de 12 jours de garde à vue, la justice turque place 6 d'entre-eux, dont Idil Eser, directrice d’Amnesty International en Turquie, en détention provisoire dans l’attente de leur procès. Quatre d’entre eux sont libérés de manière conditionnelle, mais font encore l’objet d’une enquête. Tous sont inculpés sans fondement de « commission d’un crime au nom d’une organisation terroriste sans en être membre ». Parmi les six défenseurs gardés en détention se trouve un Allemand, Peter Steudner, ce qui provoque des tensions diplomatiques supplémentaires avec l'Allemagne (9 Allemands étant déjà incarcérés en Turquie dont 4 Turco-Allemands) ; le ministère des Affaires étrangères allemand convoque l'ambassadeur turc et demande la libération immédiate de Steudner, et commence à mettre en place des sanctions économiques. Les quatre défenseurs qui avaient été remis en liberté conditionnelle sont à nouveau arrêtés et replacés en prison les 21 et 22 juillet. Le 8 octobre 2017, le parquet d'Istanbul requiert entre 7 ans et demi et 15 ans de prison pour les 11 défenseurs des Droits de l'Homme ; Taner Kiliç étant accusé d'« appartenance à une organisation terroriste » et les autres d'« assistance à une organisation terroriste armée ». Leur procès s'ouvre le 25 octobre 2017. Peter Steudner est libéré et reçoit l'autorisation de quitter la Turquie. Le 22 novembre 2017, le tribunal d'Istanbul ordonne le maintien en détention de Taner Kiliç, le président d'Amnesty international en Turquie. Une nouvelle audience pour lui est prévue pour le 31 janvier 2018.

## Entreprises
La compagnie nationale turque, Turkish Airlines, licencie 211 employés en raison de leurs liens allégués avec le prédicateur Fethullah Gülen.
L'autorité turque de régulation financière annule la licence de Mert Ulker, directeur de recherches d'Ak Investment, l'une des principales sociétés de courtage du pays pour avoir publié une étude le 18 juillet considérée comme critiquant le gouvernement. La société Türksat, l'opérateur de communications par satellite du pays, licencie 29 de ses employés. Le 29 juillet, trois dirigeants de Boydek sont placés en garde à vue. Trois autres sont recherchés par la police turque,. Le 16 août, une vaste opération de la police financière turque vise les entreprises soupçonnées de liens avec Gülen. 187 mandats d'arrêts sont lancés contre des hommes d'affaires, 60 sont détenus et 44 sièges d'entreprises sont perquisitionnés,.
À la date du 13 décembre 2016, 1 700 personnes travaillant dans le monde de la finance ont été touchées par les purges. Le directeur, les cadres supérieurs et une partie des effectifs de Oyak Securities — une filiale du fonds de pension de l'Armée turque — ont été obligés de démissionner. Les économistes turcs sont forcés à s'autocensurer et les analystes ne peuvent plus émettre d'avis de vente de titres turcs — voire parfois ne peuvent plus avoir une position neutre vis-à-vis de ces titres. Des anciens traders turcs ont préféré s'exiler à Londres. Le 13 octobre 2017, 115 personnes supplémentaires sont arrêtées afin de viser la structure financière des réseaux de Fetullah Gülen.
Le 6 septembre 2016, la société Boydak passe sous le contrôle de l'État. Le 8 septembre, seize hommes d'affaires sont inculpés dont Faruk Güllü, l'un des principaux fournisseurs de baklava en Turquie. Le PDG d'Aydınlı et genre du maire d'Istanbul Kadir Topbaş, Ömer Faruk Kavurmacı, a été arrêté. Le 9 septembre, dix-huit sociétés du Koza İpek Holding passent aussi sous le contrôle de l'État turc. Tous sont accusés d'être liés au mouvement güleniste. Le gouvernement turc confisque les biens de plus de 500 entreprises en raison de leurs liens supposés avec Gülen.
En juillet 2017, selon l'hebdomadaire allemand Die Zeit, les autorités turques ont remis aux autorités allemandes une liste de 68 sociétés allemandes accusées d'avoir des liens avec Fethullah Gülen. Ces sociétés vont de grands groupes, dont le géant de la chimie BASF ou le constructeur automobile Daimler, jusqu'à des petites commerces locaux, comme une épicerie de nuit et un kebab situé dans le nord-ouest de l'Allemagne.
Le 18 octobre 2017, l'homme d'affaires Osman Kavala est incarcéré, car ce dernier avait servi de médiateur entre l'AKP et les manifestants lors du Mouvement protestataire de 2013 en Turquie, et depuis avait consacré une partie de sa fortune à tenter de renouer le dialogue entre les Turcs, les Kurdes et les Arméniens.

## Sport
Le 2 août 2016, la Fédération de Turquie de football licencie 94 personnes, dont des arbitres,. Plusieurs sportifs connus pour être gülénistes subissent des pressions et se voient menacés de mort notamment Enes Kanter et Hakan Şükür, exilé aux États-Unis. Şükür, exilé en Californie, fait l'objet d'un mandat d'arrêt. İsmail Demiriz, un ancien joueur de Galatasaray, a été arrêté le 22 septembre 2016.
En juillet 2017, le passeport du footballeur turc Bekir İrtegün est confisqué alors qu'il tentait de sortir de Turquie, et le 28 juillet il est interpellé pour des liens présumés avec les réseaux gulénistes car il avait utilisé la messagerie cryptée Bylock.
Un acte d'accusation est approuvé le 13 juin 2018 contre 6 ex-footballeurs - Bekir İrtegün, Zafer Biryol, Ömer Çatkıç, Uğur Boral, Ersin Güreler et Ismail Sengül - qui les accuse d'être liés à la tentative de putsch, car ils seraient « le bras footballistique » de Fethullah Gülen. Ils risquent tous entre 7 ans et demi et 15 ans de prison pour « appartenance à un groupe terroriste ».

## Civils
Au 25 juillet 2016, 689 civils sont placés en garde à vue à la suite de la tentative de coup d'État. Depuis la rupture du cessez-le-feu entre le gouvernement turc et le PKK durant l'été 2015 (donc avant la tentative de putsch) et jusqu'à octobre 2017, 4 500 sympathisants et militants du HDP ont été incarcérés.
Le 22 janvier 2018, 57 mandats d'arrêts sont émis à l'encontre de personnes qui avaient exprimé sur les réseaux sociaux leur opposition à la bataille d'Afrine, 24 sont arrêtées.
Le 1er mai 2018, durant ces purges, Istanbul est placée par la police sous contrôle renforcé, l'accès à la place Taksim est bloqué, et 84 personnes sont violemment arrêtées, car elles avaient voulu manifester sans autorisation sur la place Taksim - le lieu emblématique du mouvement protestataire de 2013 en Turquie - à l'occasion de la Journée internationale des travailleurs. Une autre manifestation est autorisée dans le quartier périphérique de Maltepe, mais encadrée par 26 000 policiers, 3 hélicoptères, 85 camions avec des canons à eau et par 67 véhicules blindés.

## AKP
Le 5 août 2016, la purge est étendue aux membres du Parti de la justice et du développement.
Fin septembre 2017, le maire AKP d'Istanbul, Kadir Topbaş, est poussé à la démission à cause d'oppositions entre lui et l'AKP sur un projet de développement urbain. Il est remplacé par Mevlüt Uysal, autre membre de l'AKP.
En octobre 2017, Recep Tayyip Erdoğan entreprend de renouveler des pans entiers de l'AKP. Ceci aboutit notamment, le 28 octobre 2017, à la démission sur ordre direct d'Erdogan de Melih Gökçek, qui était jusque-là le maire AKP d'Ankara depuis 23 ans. Au 3 novembre 2017, Erdogan avait forcé 6 maires AKP de grandes villes à démissionner, en comptant ceux d'Istanbul et d'Ankara, afin de préparer les élections de 2019, l'AKP et son allié le MHP souffrant d'une érosion de leur électorat à l'échelle locale.

## Élus
Le 11 septembre 2016, 28 maires sont démis de leurs fonctions et remplacés par des administrateurs proches du pouvoir, dont ceux de Sur, Silvan et Nusaybin. 24 d'entre eux sont soupçonnés d'être liés au PKK et 4 au Mouvement Gülen. Le ministre de l'Intérieur turc annonce que 12 d'entre eux ont été arrêtés,.
Dans la nuit du 3 au 4 novembre, une dizaine de chefs politiques et de députés du parti HDP sont arrêtés,,. Le HDP est un parti pro-kurde et le deuxième parti d'opposition du pays. Son dirigeant Selahattin Demirtaş - parmi la dizaine d'interpellés - est parfois considéré comme le chef de l'opposition en Turquie. Figen Yüksekdağ, la co-présidente du HDP et présidente du Parti socialiste des opprimés est elle aussi arrêtée. En réaction, plusieurs émeutes éclatent dans de grandes villes. Il est également possible que l'Attentat du 4 novembre 2016 à Diyarbakır - revendiqués à la fois par l’État islamique et les Faucons de la liberté du Kurdistan (TAK) - ait été perpétré en représailles à l'arrestation des chefs du HDP, si le TAK est bien responsable de l'attaque. En juillet 2017, tous les députés interpellés étaient encore en détention, et Selahattin Demirtaş et Figen Yüksekdağ avaient été déchus de leur rang de députés.
Le 27 juillet 2017, deux députés HDP qui avaient fui la Turquie depuis octobre 2016, Faysal Sarıyıldız et Tuğba Hezer Öztürk, sont déchus de leur mandat par la majorité de députés AKP pour absentéisme. C'est la première fois que ce motif est utilisé pour déchoir des députés. Ils sont également menacés de perdre leur nationalité s'ils ne rentrent pas en Turquie d'ici la fin août 2017. Au 3 novembre 2017, 9 députés HDP étaient en prison, 5 avaient été déchus de leur mandat, et 55 faisaient l'objet d'une ou de plusieurs enquêtes. En outre, le co-président du HDP Selahattin Demirtaş (depuis remplacé par Sepil Kemalbay) risque jusqu'à 142 ans de prison. En décembre 2017, il est jugé pour ces liens supposés avec cette organisation, considérée comme terroriste par le gouvernement turc. Demirtaş n'est pas physiquement présent dans le tribunal de Sincan (proche du centre de la Turquie) et comparaît via visioconférence depuis la prison d'Erdine (au nord-ouest de la Turquie) car les autorités craignaient des troubles à l'ordre public s'il venait. L'audience est reportée au 14 février 2018. Le 10 janvier 2018, Demirtaş, toujours incarcéré et en attente de son procès, annonce devoir renoncer à se présenter aux différentes élections qui auront lieu en 2019. Le 12 janvier 2018, il comparaît physiquement devant le tribunal de Bakirkoy, à Istanbul, pour « insulte » au chef de l’État, Recep Tayyip Erdogan. Une foule scandant son nom l'accueille devant le tribunal pour le soutenir. Malgré le fait qu'il soit incarcéré et qu'il ne soit plus officiellement le chef du parti, le 2 mai 2018 le HDP choisit Demirtaş comme candidat pour l'élection présidentielle anticipée de 2018. Malgré sa situation carcérale, il parvient à tenir un « meeting téléphonique », en prononçant un discours électoral lors d'une conversation téléphonique avec sa femme Basak, qui l'enregistre et le diffuse ensuite sur les réseaux sociaux.
Fin septembre 2017, le maire AKP d'Istanbul, Kadir Topbaş, est poussé à la démission à cause d'oppositions entre lui et l'AKP sur un projet de développement urbain. Il est remplacé par Mevlüt Uysal, autre membre de l'AKP. Melih Gökçek, maire d'Ankara depuis 23 ans, doit démissionner le 28 octobre 2017 sur ordre direct d'Erdogan. Au 3 novembre 2017, Erdogan avait forcé 6 maires AKP de grandes villes à démissionner, en comptant ceux d'Istanbul et d'Ankara, afin de préparer les élections de 2019 l'AKP et son allié le MHP souffrant d'une érosion de leur électorat à l'échelle locale. Ahmet Edip Ugur, le maire de Balıkesir, prononce un discours d'adieu en larmes, disant devoir démissionner car sa famille et lui-même avaient été menacés.
Le 22 janvier 2018, le procureur général de Van ouvre une enquête contre quatre députés HDP qui avaient exprimé sur Twitter leur opposition à la bataille d'Afrine, et qui avaient appelé à manifester contre cette opération militaire. La police turque empêche deux manifestations à Istanbul et à Dyarbakir, et y arrête sept personnes. Le président turc Recep Tayyip Erdogan prévient à cette occasion que quiconque manifesterait contre l'offensive à l'appel du HDP paierait « un prix très élevé ». Le 19 avril 2018, le Parlement turc vote la destitution des députés HDP Osman Baydemir et Selma Irmak, le premier car il a été condamné parce qu'il aurait des « liens avec le PKK », et la seconde parce qu'elle a été condamnée pour « insultes à un agent de police ».

## Personnel des ambassades étrangères
En mars 2017, un employé turc du consulat américain à Adana est arrêté pour avoir soutenu le PKK.
Le 4 octobre 2017, un employé du consulat américain d'Istanbul est arrêté et placé en détention. Il est accusé par les autorités turques d'espionnage, d'avoir participé au putsch et d'avoir des liens avec Fethullah Gülen. De son côté, l'ambassade américaine déplore des fuites distillées « par des sources gouvernementales turques » dans la presse sur l'arrestation de l'employé, estimant que cela revenait « à lui faire un procès dans les médias et non pas devant un tribunal ». À la suite de cela, le 8 octobre 2017, l'ambassade américaine publie un communiqué dans lequel il est écrit « Les récents événements ont contraint le gouvernement des États-Unis à réexaminer l'engagement du gouvernement turc en ce qui concerne la sécurité des missions et du personnel américains. [...] Dans le but de réduire au maximum le nombre de visiteurs à notre ambassade et dans nos consulats pendant que cette évaluation est en cours, nous avons suspendu, avec effet immédiat, tous les services de visas ne concernant pas l'immigration dans tous les sites diplomatiques en Turquie. ». En retour, la Turquie suspend à son tour l'accord de visa aux Américains sur le territoire turc. Mais le 9 octobre, ces tensions provoquent un effondrement de 4 % de la livre turque à la Bourse d'Istanbul, ce qui pousse Ankara à demander la levée de ces suspensions. Malgré cette demande, le 9 octobre également, un procureur turc convoque un autre employé du consulat américain d'Istanbul, lui aussi pour soupçon de liens avec les gulénistes, tandis que sa femme et son fils sont placés en garde à vue ; cet employé s'est réfugié à l'intérieur du consulat, car il était visé par un mandat d'arrêt depuis la veille.
Ceci prend place dans un contexte diplomatique relativement tendu. En effet, Fetullah Gülen s'est exilé aux États-Unis avant le coup d’État. Après cet événement, il a été désigné par Erdogan comme le cerveau présumé de la tentative de coup d’État, le gouvernement turc demande donc son extradition, ce que les États-Unis refusent, ce qui est une source de tensions diplomatiques entre les deux pays. De plus, en mars, l'ambassade américaine avait dû s'expliquer sur un appel téléphonique du consulat d'Istanbul à Adil Öksüz, un meneur présumé du putsch avorté en Turquie. Adil Öksüz avait été arrêté lors du putsch, mais relâché dans des circonstances mystérieuses quelques jours plus tard, et est depuis activement recherché par la police turque, qui promet une récompense pour toute information pouvant mener à sa capture. L'ambassade américaine justifie son appel en disant qu'il était destiné à informer A. Öksuz que son visa américain était révoqué.
La crise des visas prend fin le 6 novembre 2017, lorsque l'ambassade américaine en Turquie et l'ambassade turque aux États-Unis recommencent à délivrer chacun des visas vers l'autre pays, même en quantité limitée. La réémission des visas est annoncée la veille d'un déplacement du premier ministre Binali Yıldırım aux États-Unis.

## Religion
Le patriarche orthodoxe de Constantinople Bartholomée Ier, l'une des plus importantes figures du christianisme en Turquie, est accusé par le journal pro-gouvernemental Akşam d'être lié à la tentative de coup d'État, faisant craindre des pressions sur la communauté chrétienne du pays. Cette accusation se base sur un faux article attribué à un ancien ambassadeur américain au Yémen, Arthur Hughes, et une photographie qui montre le patriarche avec le prédicateur Gülen.
Un imam turco-canadien est détenu en Turquie, accusé d'avoir participé à la tentative de coup d'État et d'être güléniste.
Le pasteur protestant américain Andrew Brunson est détenu en Turquie depuis début 2017, pour collusion présumée avec des « terroristes ». Le président Erdogan se dit prêt à « l'échanger » contre une extradition de Fetullah Güllen des États-Unis vers la Turquie, les 
« échanges de prisonniers » ayant été légalisés par le décret de l'état d'urgence no 694 du 25 août 2017. Puisque l'échange ne s'est pas fait, le procès de Brunson est prévu pour le 16 avril 2018. Il est accusé de « terrorisme », car selon l'accusation, il chercherait à évangéliser la Turquie pour la fragmenter religieusement, afin de créer de l'instabilité qui profiterait notamment au PKK ; en rapportant l'accusation, Le Figaro parle avec ironie d'« un complot politico-religieux entre un pasteur évangélique, un mouvement musulman sunnite et un parti marxiste-léniniste ». Andrew Brunson risque jusqu'à 35 ans de prison. Son procès s'ouvre bien le 16 avril, en présence de sa femme Norine Brunson, du sénateur Thom Tillis et de l'ambassadeur spécial des États-Unis pour la liberté religieuse internationale Sam Brownback (eux-mêmes catholiques). Brunson est accusé de terrorisme, en plus de rencontres avec des gulénistes présumés, pour avoir dit des messes pour les Kurdes et utilisé le terme « Kurdistan ». Il est également accusé d'espionnage à des fins politiques et militaires. L'audience suivante est fixée au 7 mai 2018. À la deuxième audience, au cours de laquelle Brunson est accusé d'avoir voulu fonder un État kurde chrétien dirigé par le PKK, Brownback n'est pas présent, étant remplacé par la vice-présidente de la Commission américaine sur la liberté religieuse internationale Sandra Jolley ; le procès est ajourné au 18 juillet. Brunson est placé en résidence surveillée, fin juillet 2018, en attendant la suite du procès. Washington réagit le 1er août en saisissant des biens et avoirs de Süleyman Soylu et Abdulhamit Gül — ministres turcs de l'Intérieur et de la Justice — et interdit aux Américains d'avoir des relations commerciales avec eux. Ankara menace alors de rétorsions. L'affaire est alors transférée au chef de la diplomatie américaine Mike Pompeo, qui doit rencontrer son homologue turc Mevlüt Çavuşoğlu à Singapour pour demander la libération du pasteur Brunson. Le 4 août, Erdoğan annonce des mesures similaires envers le secrétaire d'État et le procureur général américain. Le 12 octobre 2018, Brunson est condamné à trois ans et demi de prison ; cependant, ayant déjà passé cette durée en résidence surveillée, le tribunal d'Aliaga estime que sa peine est purgée et le laisse repartir libre. Le 13 octobre, Brunson rentre aux États-Unis, où il rencontre le président Donald Trump, qui déclare « notre sentiment à l’égard de la Turquie a changé par rapport à avant, et je pense que nous avons une chance de vraiment nous rapprocher avec la Turquie ».
Le 29 novembre 2017, parmi les mandats d'arrêts émis contre 333 militaires, 27 le sont contre des hommes accusés d'être des « imams secrets » gulénistes infiltrés dans l'armée.

## Services de santé
Le 22 novembre 2016, 19 structures médicales privées sont fermées.

## Technologie
Toute personne ayant utilisé ou téléchargé l'application de messagerie cryptée ByLock en Turquie peut être inquiétée. En effet, cette messagerie est utilisée par les gülénistes pour communiquer entre-eux, et le simple fait de l'utiliser peut rendre quelqu'un suspect aux yeux des autorités turques. Ainsi, le 22 novembre 2016, vingt employés de la prison de Silivri, dont le directeur, sont placés en garde à vue parce qu'ils l'utilisaient. Le 6 juin 2017, Taner Kiliç, le président d'Amnesty International en Turquie, est arrêté à son domicile, poursuivi pour « appartenance à une organisation terroriste » et placé en détention provisoire, car il avait utilisé la messagerie cryptée ByLock. Le 11 juillet 2017, 105 personnes travaillant dans le secteur des technologies de l'information sont visées par un mandat d'arrêt parce qu'elles sont suspectées d'utiliser ByLock ; 52 de ces personnes sont interpellées.Le 12 juillet, 34 anciens employés de la chaîne de télévision TRT sont visés par des mandats d'arrêt pour la même raison. Le chroniqueur de Cumhuriyet Kadri Gürsel est incarcéré parce qu’il aurait eu des conversations téléphoniques avec des gens qui auraient téléchargé l’application ByLock, alors que lui-même ne l'avait pas téléchargée. Le 28 juillet, le footballeur Bekir İrtegün est interpellé pour des liens présumés avec les réseaux gulénistes car il avait utilisé la messagerie cryptée Bylock. Le 4 octobre, 35 employés municipaux d'Istanbul sont arrêtés et 77 autres recherchés, exactement pour la même raison.
Le 5 juillet 2017, 10 militants des Droits de l'Homme sont arrêtés au cours d'un atelier de formation à la sécurité informatique et à la gestion des données sur l'île Büyükada. Deux d'entre-eux, l'Allemand Peter Steudtner et le Suédois Ali Gharavi, étant formateurs dans cet atelier.
Le 12 janvier 2018, un décret réintègre 1 823 fonctionnaires qui avaient été démis de leurs fonctions parce qu'ils avaient téléchargés ByLock, la justice turque considérant qu'ils ont téléchargé cette application à leur insu.

## Vêtements
Le 13 juillet 2017, lors d'un procès de putschistes, l'un des accusés comparaît habillé d'un t-shirt sur lequel il est écrit Hero (« héros » en anglais). À la suite de cela, Recep Tayyip Erdoğan réagit en proposant de faire porter une tenue unique pour les personnes jugées en lien avec la tentative de coup d'État, citant comme modèle la combinaison orange portée par les détenus de la prison militaire américaine de Guantánamo.
À la suite de cet épisode, entre les 13 et 22 juillet, au moins 15 personnes sont interpellées pour avoir porté aussi un t-shirt avec l'inscription Hero, dont au moins une sur dénonciation de passants (un adolescent dans la ville de Çanakkale). La plupart des personnes arrêtées sont des étudiants ou des ouvriers affirmant ne pas être au courant de la controverse. Au moins deux des personnes interpellées ont été placées en détention dans l'attente d'un procès pour « propagande terroriste ».
Le 24 décembre 2017, un décret prévoit que les suspects accusés d’avoir agi contre l’ordre constitutionnel devront comparaître devant les tribunaux en uniforme unicolore, marron ou gris. Le marron correspond aux suspects accusés d'avoir participé au putsch, et le gris aux suspects accusés de terrorisme, et ils doivent le porter durant leurs apparitions publiques dont les procès. Cependant, Reporters sans frontières s'alarme de la possibilité de faire porter ces uniformes à 58 000 personnes arrêtées durant les purges, dont de nombreux journalistes critiques envers le pouvoir, au mépris de la présomption d'innocence, afin de les discréditer en les faisant passer pour des putschistes.

## Manquements aux droits de l'Homme et usage de la torture
Durant l'été 2017, la Turquie a arrêté 11 militants des Droits de l'Homme. Dont Taner Kiliç et Idil Eser, respectivement président et directrice d'Amnesty International en Turquie. (pour les détails lire les sections Associations et fondations et Technologie de cette page)
Dans son rapport du 10 octobre 2017, l'organisation de défense des Droits de l'Homme Human Rights Watch pointe de nombreuses irrégularités. La plus fréquente est la difficulté pour les avocats d'accéder aux dossiers des personnes suspectées par le pouvoir, ce qui pose des problèmes pour préparer équitablement leurs procès.
Mais aussi, entre mars et octobre 2017, Human Right Watch relève 11 occurrences d'usage de la torture par la police turque - usage toléré par le gouvernement. Ces cas ne sont pas individuels, et concernent plusieurs personnes à la fois. Le plus extrême concerne plusieurs dizaines d'habitants d'un village du sud-est de la Turquie, rassemblés au poste de police et battus avec des gourdins et des tuyaux en caoutchouc. Human Right Watch mentionne également 5 enlèvements en plein jour à Ankara et à Izmir, qui pourraient être des disparitions forcées accompagnées de torture ; ce qui est avéré dans deux cas.

## Opposants à l'offensive d'Afrine
À partir de 2017, la Turquie commence à intervenir de manière croissante sur le sol syrien dans le cadre de la guerre civile syrienne, aux côtés de groupes rebelles, dans le but d'affronter les indépendantistes kurdes syriens des YPG - bien qu'il arrive à l'armée turque de se heurter aussi à l'Armée syrienne régulière. Cela amène à l'Offensive d'Afrine, appelée officiellement opération Rameau d'olivier. Des débats opposent les partisans et les opposants à l'offensive, surtout dans les universités. Plusieurs arrestations d'opposants ont lieu. Le 22 janvier 2018, le procureur général de Van ouvre une enquête contre quatre députés HDP qui avaient exprimé sur Twitter leur opposition à la bataille d'Afrine, et qui avaient appelé à manifester contre cette opération militaire. La police turque empêche deux manifestations à Istanbul et à Dyarbakir, et y arrête sept personnes. Le président turc Recep Tayyip Erdoğan prévient à cette occasion que quiconque manifesterait contre l'offensive à l'appel du HDP paierait « un prix très élevé ».
Au 5 février 2018, 573 opposants avaient été arrêtés, dont 449 pour « diffusion de propagande terroriste sur les réseaux sociaux » et 124 pour avoir participé à des manifestations contre l'offensive. Le 26 mars 2018, des étudiants partisans de l'offensive distribuent des bonbons en souvenir des soldats turcs morts durant la Bataille d'Afrine ; 7 étudiants (supposés communistes) de l'Université du Bosphore sont arrêtés car ils auraient tenté de s'opposer à la distribution et auraient déployé des bannières avec des slogans antiguerre ; le président Erdoğan en personne qualifie les étudiants arrêtés de « terroristes » et de « traîtres ». Le 6 juin, la liberté conditionnelle est accordée à 14 des étudiants accusés.

## À l'étranger
En juillet 2016, le gouvernement turc demande au Cambodge de fermer les établissements de la Zaman International School, qui scolarisent 2000 élèves et étudiants, en accusant la Zaman d'avoir des liens avec Gülen.
Lors d'une visite diplomatique du président Erdogan aux États-Unis, plusieurs de ses agents de sécurité et de ses partisans attaquent des manifestants pro-Kurdes à Washington. 11 agents de sécurité et 2 partisans d'Erdogan sont poursuivis aux États-Unis. Les deux partisans sont condamnés chacun à 366 jours de prison. Mais, dans le contexte du procès du pasteur Andrew Brunson en Turquie (lire ci-dessus), les agents de sécurité sont relâchés avant leur procès et les partisans sont libérés discrètement en avril 2018.
Le 15 mars 2018, les autorités gabonaises arrêtent quatre enseignants et employés turcs de l’École internationale La Lumière de Libreville, dont son directeur Osman Özpinar, suspectés d'être proches de la Confrérie Gülen. Ils sont détenus pendant 3 jours sans que les avocats aient pu avoir accès au dossier et sans qu’ils sachent ce qui leur était reproché. Le 8 avril, après 23 jours de détention, leur expulsion vers la Turquie sur ordre du président turc Recep Tayyip Erdoğan est déclarée imminente. Le 10 avril, trois d'entre-eux sont ramenés en Turquie dans un avion privé des services secrets turcs, tandis que le quatrième (un Franco-Turc) reste au Gabon et est entendu dans le cadre de l'affaire.
Le 5 avril 2018, le vice-Premier ministre Bekir Bozdağ a indiqué lors d'une interview sur une chaîne de télévision privée que les agents secrets turcs ont appréhendé au moins quatre-vingts personnes ayant des liens supposés avec la tentative de coup d'État dans dix-huit pays différents, incluant la Bulgarie et la Malaisie.
Le vendredi 25 mai 2018, au Pontet (une banlieue d'Avignon dans le Vaucluse en France), un partisan d'Erdogan interpelle dans la matinée un kiosquier, Sylvain Ali, car deux grandes affiches de la couverture du journal Le Point étaient visibles sur son kiosque, alors même que les kiosquiers ne choisissent pas les unes de journaux qu'ils exposent (en l'occurrence ces affiches avaient été mises sous vitrine par les sociétés JCDecaux et Mediakiosk),. La couverture du Point représentait une photo en portrait d'Erdogan, titrée et sous-titrée « Le dictateur. Jusqu'où ira Erdogan ? Enquête sur le président turc, sa folie des grandeurs, ses réseaux en France, son offensive sur l'Algérie, ses crimes… »,. Dans l'après-midi, plusieurs partisans d'Erdogan s'attroupent et menacent d'incendier le kiosque s'il ne retire pas les affiches,. Sylvain Ali finit par appeler Mediakiosk, qui envoie un employé faire le trajet Marseille-Le Pontet spécialement pour retirer les affiches. Durant le retrait, certains déploient une banderole à l'effigie d'Erdogan,. La scène est filmée par les partisans de l'AKP, qui la diffusent sur les réseaux sociaux turcophones et francophones,. Puis, ils promettent de faire retirer toutes les affiches du Point de la région Provence-Alpes-Côte d'Azur. Le même jour, une autre affiche est vandalisée par d'autres partisans de l'AKP à Valence,. Le lendemain, samedi 26 mai, Le Point annonce que sa campagne d'affichage nationale est maintenue sur tout le territoire, et demande le rétablissement des affiches, ce qui est fait dans les deux heures,. Le kiosque de Sylvain Ali est placé sous la protection de la gendarmerie et de la police municipale du Pontet,. Le maire FN du Pontet, Joris Hébrard, dit qu'il compte saisir le procureur de la République afin qu’une enquête soit menée et que « les fauteurs de troubles soient identifiés et expulsés ». Le dimanche 27 mai, Le Point publie un article en ligne afin de médiatiser l'histoire, où il révèle : « Après une semaine de harcèlement, d'insultes, d'intimidation, d'injures antisémites et de menaces à notre attention sur les réseaux sociaux, voici venu le moment où les sympathisants de l'AKP s'attaquent aux symboles de la liberté d'expression et de la pluralité de la presse. Ce numéro du Point, consacré au président turc en pleine campagne électorale, a fait ces derniers jours l'objet d'une intense campagne de dénigrement dans les médias officiels turcs et de la part d'organisation politiques franco-turques comme le Cojep (Conseil pour la justice, l'égalité et la paix), une pseudo ONG servant de faux nez à l'AKP en France, prétendant organiser des activités sur la participation démocratique, la citoyenneté ».
Le lundi 28 mai, le président français Emmanuel Macron assure qu'il est « parfaitement inacceptable [que les affiches soient retirées] au motif qu'elles déplaisent aux ennemis de la liberté ». Le mardi 29 mai, le ministre des Affaires étrangères turc Mevlüt Çavuşoğlu lui répond sur Twitter que « la démocratie ne se limite pas à l'acceptation d'insultes et de mensonges, c'est aussi la prise en compte des sensibilités de l'autre. Au-delà c'est de l'hypocrisie ». Le mercredi 30 mai, Étienne Gernelle, le directeur du Point, révèle que lui, la rédaction du Point, les kiosquiers du Pontet et de Valence et un autre à Lyon, ont reçu des menaces de mort. Le même jour, un propriétaire d'un tabac-presse de Nîmes se fait interpeller par un ressortissant turc d'une soixantaine d'années, qui le menace de revenir avec d'autres personnes pour saccager son magasin s'il ne retire pas l'affiche du Point ; le commerçant refuse et appelle la police pour porter plainte - police qui le persuadera tout-de-même de retirer son affiche sous leur surveillance par mesure de prudence.

## Réactions

### À l'étranger

#### Organisations non gouvernementales

##### Amnesty International
Le 26 avril 2018, Amnesty International publie un rapport sur la situation des droits de l'homme en Turquie. Le rapport critique les purges et dénonce « un climat de peur glaçant [qui] se propage dans la société turque alors que le gouvernement continue d’utiliser l’état d’urgence pour réduire l’espace réservé aux opinions dissidentes ou alternatives » et Gauri van Gulik, l'une des directrices européennes de l’organisation, ajoute que « les autorités turques ont entrepris, de manière délibérée et méthodique, de démanteler la société civile, d’enfermer les défenseurs des droits humains, de fermer des organisations et de créer un climat de peur étouffant »,.